# Tanja Nijmeijer
Tanja Nijmeijer (nederländskt uttal: [ˈtɑɲaː ˈnɛimɛiər]), även känd som Alexandra Nariño, född 13 februari 1978 i Denekamp i Overijssel, är en nederländsk före detta gerillakämpe och medlem av den militanta marxist-leninistiska organisationen FARC.

## Biografi
Nijmeijer studerade romanska språk vid Groningens universitet. År 1998 reste hon till Colombia för att undervisa i engelska i staden Pereira. Efter ett år återvände hon till Nederländerna, men har i intervjuer sagt att hon efter hemkomsten till Nederländerna kände att hon var tvungen att göra något åt de klassklyftor och det våld som hon hade sett i Colombia. År 2002 anslöt hon sig till Colombias revolutionära väpnade styrkor – folkets armé (FARC) och fick kodnamnet "Alexandra".
År 2007 påträffade de colombianska myndigheterna Nijmeijers dagbok, i vilken hon beskriver FARC-medlemmarnas tillvaro och att hon hade börjat tvivla på en slutlig seger för FARC. Tre år senare åtalades Nijmeijer och flera andra FARC-medlemmar för kidnappningen av tre amerikaner, vars flygplan hade tvingats att nödlanda i Colombia.
År 2020 tillkännagav Nijmeijer att hon lämnade FARC. Hon har dock ännu inte utlämnats från Colombia till USA.